# Maiagare!
Maiagare! (舞いあがれ! (Bay lên nào!) Maiagare!) là bộ phim truyện truyền hình Nhật Bản được sản xuất bởi đài truyền hình quốc gia NHK. Bộ phim nằm trong mùa thứ 107 của Asadora, phát sóng vào ngày 3 tháng 10 năm 2022 và kết thúc vào ngày 31 tháng 3 năm 2023. Diễn viên Haruka Fukuhara được chọn là nhân vật chính trong bộ phim này.

## Tóm tắt

### 1994 (thời thơ ấu)
Mai Iwakura là con gái của gia đình Iwakura, có cơ thể yếu ớt, thường xuyên bị sốt không rõ nguyên nhân và có xu hướng nghỉ học. Mẹ của cô ấy (Megumi) đã chăm sóc Mai trong khi đang chăm sóc anh trai của cô (Yuto) người đang lo lắng về việc chuẩn bị cho kỳ thi tuyển sinh trung học cơ sở. Hôm đó, cha của cô (Kota), người nhìn thấy Megumi rơi nước mắt, khuyên cô Mai trở về nhà của cha mẹ Megumi ở quần đảo Goto để chữa bệnh. Bà của Mai (Sachiko Saitsu) vui vẻ chấp nhận họ, nhưng bà nhận thấy rằng Megumi quan tâm quá nhiều đến Mai và mối quan hệ mẹ con của Mai, khi bà nhìn thấy nước mắt của Megumi và không thể nói ra cảm xúc thật của mình, vì vậy Megumi quyết định quay trở lại Higashiōsaka. Sau khi tiễn Megumi trở về Ōsaka, lần đầu tiên Mai nói với Sachiko, người đi cùng cô về tình cảm thực sự của cô dành cho Megumi. Mai đã giao lưu rất nhiều trẻ em địa phương, trong đó có Uraichita, tại một trường tiểu học ở Goto.
Lúc đầu, Mai bối rối trước những chỉ dẫn của Sachiko là hãy tự làm lấy việc của mình, nhưng khi Sachiko đẩy cô ấy ra sau và người dân trên đảo nồng nhiệt theo dõi cô ấy, cô ấy đã giành được độc lập khi trải nghiệm nhiều điều khác nhau, cho bản thân những lời mà có thể học và chấp nhận vượt qua nỗi sợ thất bại. Ngoài ra, cô ấy có thể tự mình thả diều Baramon lên bầu trời. Sau đó, Shoko xác nhận rằng thể chất của cô ấy đã được cải thiện và Mai quay trở lại Higashiōsaka, người đã trở nên tràn đầy năng lượng, kết bạn với Takashi Umezu, con trai của chủ nhà hàng Okonomiyaki bên cạnh nhà cô ấy, và Kurumi Mochizuki, người đã trở thành nghề nuôi thỏ ở trường.

## Lịch phát sóng
| Tuần | Tập     | Tiêu đề                                       | Đạo diễn         | Ngày                           | Đánh giá |
| ---- | ------- | --------------------------------------------- | ---------------- | ------------------------------ | -------- |
| 1    | 1–5     | "Okāchan to Watashi" (お母ちゃんとわたし)     | Tadashi Tanaka   | 3–7 tháng 10, 2022             | 15.9%    |
| 2    | 6–10    | "Baramon-dako, Agare!" (ばらもん凧、あがれ！) | Yūsuke Noda      | 10–14 tháng 10, 2022           | 16.4%    |
| 3    | 11–15   | "Ganbare! Otōchan" (がんばれ！お父ちゃん)     | Tadashi Tanaka   | 17–21 tháng 10, 2022           | 16.1%    |
| 4    | 16–20   | "Tsubasa ni Kakeru Seishun" (翼にかける青春)  | Tadashi Tanaka   | 24–28 tháng 10, 2022           | 16.0%    |
| 5    | 21–25   | "Sora o Tobitai!" (空を飛びたい！)            | Tadashi Tanaka   | 30 tháng 10 –4 tháng 11, 2022  | 15.2%    |
| 6    | 26–30   | "Swan-gō no Kiseki" (スワン号の奇跡)          | Takayoshi Kotani | 7–11 tháng 11, 2022            | 15.6%    |
| 7    | 31–35   | "Pilot ni Naritai!" (パイロットになりたい！)  | Tadashi Tanaka   | 14–18 tháng 11, 2022           | 15.5%    |
| 8    | 36–40   | "Iza, Kōkū-gakkō e!" (いざ、航空学校へ！)     | Yūsuke Noda      | 21–25 tháng 11, 2022           | 15.6%    |
| 9    | 41–45   | "Watashira wa Team ya" (私らはチームや)       | Kensuke Matsuki  | 28 tháng 11 – 2 tháng 12, 2022 | 15.5%    |
| 10   | 46–50   | "Wakare to Hatsukoi" (別れと初恋)             | Yūsuke Noda      | 5–9 tháng 12, 2022             | 15.6%    |
| 11   | 51–55   | "Egao no Flight" (笑顔のフライト)             | Kensuke Matsuki  | 12–16 tháng 12, 2022           | 15.9%    |
| 12   | 56–60   | "Tsubasa wo Yasumeru Tori" (翼を休める鳥)     | Takayoshi Kotani | 19–23 tháng 12, 2022           | 15.6%    |
| 13   | 61–63   | "Mukai-kaze no Naka de" (向かい風の中で)      | Tadashi Tanaka   | 26–28 tháng 12, 2022           | ?        |
| 14   | 64–66   | "Chichi no Senaka" (父の背中)                 | Tadashi Tanaka   | 4–6 tháng 1, 2023              | ?        |
| 15   | 67–71   | "Ketsudan no Toki" (決断の時)                 | Tadashi Tanaka   | 9–13 tháng 1, 2023             | 15.7%    |
| 16   | 72–76   | "Haha to Watashi no Chōsen" (母と私の挑戦)    | Hyōji Harada     | 16–20 tháng 1, 2023            | 16.0%    |
| 17   | 77–81   | "Ōkina Yume ni Mukatte" (大きな夢に向かって)  | Yūsuke Noda      | 23–27 tháng 1, 2023            | 16.2%    |
| 18   | 82–86   | "Oyako no Kokoro" (親子の心)                  | Yūsuke Noda      | 30 tháng 1 – 3 tháng 2, 2023   | 16.2%    |
| 19   | 87–91   | "Kokuhaku" (告白)                             | Takayoshi Kotani | 6–10 tháng 2, 2023             | 16.1%    |
| 20   | 92–96   | "Tsutaetai Omoi" (伝えたい思い)               | Takafumi Kudō    | 13–17 tháng 2, 2023            | 15.9%    |
| 21   | 97–101  | "Aratana Shuppatsu" (新たな出発)              | Tadashi Tanaka   | 20–24 tháng 2, 2023            | 16.0%    |
| 22   | 102–106 | "Bōken no Hajimari" (冒険のはじまり)          | Takayoshi Kotani | 27 tháng 2 – 3 tháng 3, 2023   | 16.0%    |
| 23   | 107–111 | "Hiyaku no Chance" (飛躍のチャンス)           | Hisashi Ogawa    | 6–10 tháng 3, 2023             | 15.7%    |
| 24   | 112–116 | "Banba no Ayumi" (ばんばの歩み)               | Yūsuke Noda      | 13–17 tháng 3, 2023            | 15.6%    |
| 25   | 117–121 | "Mirai wo Shinjite" (未来を信じて)            | Yōhei Ōno        | 20–24 tháng 3, 2023            | 12.7%    |
| 26   | 122–126 | "Watashi-tachi no Tsubasa" (私たちの翼)       | Tadashi Tanaka   | 27–31 tháng 3, 2023            |          |